# G-CSF
Il Fattore di crescita granulocitario (G-CSF o GCSF ), noto anche come fattore stimolante le colonie 3 (CSF 3), è una glicoproteina che stimola il midollo osseo a produrre granulociti e cellule staminali per rilasciarli nel torrente ematico.
Funzionalmente, è una citochina e un ormone, un tipo di fattore stimolante le colonie, ed è prodotto da una serie di tessuti diversi. Gli analoghi farmaceutici del G-CSF presente in natura sono chiamati filgrastim e lenograstim.
Il G-CSF stimola anche la sopravvivenza, la proliferazione, la differenziazione e la funzione dei precursori dei neutrofili e dei neutrofili maturi.

## Funzioni biologiche
Il G-CSF è prodotto dall'endotelio, dai macrofagi e da una serie di altre cellule immunitarie. La glicoproteina umana naturale esiste in due forme, una proteina lunga 174 ed una 177 amminoacidi di peso molecolare 19.600 grammi per mole. La forma più abbondante e più attiva è quella di 174 amminoacidi, che è stata utilizzata nello sviluppo di prodotti farmaceutici mediante la tecnologia del DNA ricombinante (rDNA).

### Globuli bianchi
Il recettore G-CSF è presente sulle cellule precursori del midollo osseo e, in risposta alla stimolazione del G-CSF, avvia la proliferazione e la differenziazione dai granulociti immaturi in quelli maturi. Il G-CSF stimola la sopravvivenza, la proliferazione, la differenziazione e la funzione dei precursori dei neutrofili e dei neutrofili maturi. Il G-CSF li regola utilizzando Janus chinasi (JAK) / trasduttore di segnale e attivatore della trascrizione (STAT) e Ras / proteina chinasi attivata da mitogeno (MAPK) e fosfatidilinositolo 3-chinasi (PI3K) / proteina chinasi B (Akt) percorso di trasduzione del segnale.

### Sistema ematopoietico
Il G-CSF è anche un potente induttore della mobilizzazione delle cellule staminali ematopoietiche (HSC) dal midollo osseo al flusso sanguigno, sebbene sia stato dimostrato che non influisce direttamente sui progenitori ematopoietici mobilizzati.

### Neuroni
Il G-CSF può anche agire sulle cellule neuronali come fattore neurotrofico. In effetti, il suo recettore è espresso dai neuroni nel cervello e nel midollo spinale. L'azione del G-CSF nel sistema nervoso centrale è quella di indurre la neurogenesi, aumentare la neuroplasticità e contrastare l'apoptosi. Queste proprietà sono attualmente in fase di studio per lo sviluppo di trattamenti di malattie neurologiche come l'ischemia cerebrale.

## Indicazioni
Filgrastim è usato per prevenire o contrastare la neutropenia, nelle seguenti condizioni:
- Ridurre la neutropenia
- prevenire la neutropenia nelle persone che ricevono mielodepressivi antineoplastici;
- diminuire la durata della neutropenia nelle persone con leucemia mieloide[non chiaro] in chemioterapia ;
- trattare la neutropenia cronica grave;
- trattare la neutropenia in pazienti con infezione da HIV;
- trattare puntualmente la neutropenia tossica acuta (immunosoppressori).

È usato inoltre per incrementare il contenuto di cellule staminali emopoietiche prima di una donazione di midollo osseo da sangue periferico.

## Effetti collaterali
L'effetto collaterale più comune è dato dall'insorgenza di dolore al midollo osseo e muscolare, nonché vari disturbi non specifici (nausea, vomito, diarrea, perdita di appetito, infiammazione delle mucose, perdita di capelli, cambiamenti dei valori di laboratorio). Sono stati segnalati altri effetti indesiderati tra cui leucocitosi eccessiva, dolore e arrossamento nel sito di iniezione sottocutanea.
Raramente sono segnalati alcuni rari effetti collaterali che includono infiltrati polmonari con tosse, febbre e mancanza di respiro fino alla sindrome da distress respiratorio acuto (ARDS), ingrossamento della milza (splenomegalia) fino alla rottura della milza. Questi effetti collaterali sono più frequenti in pazienti con anemia falciforme.
La sindrome di Sweet, una malattia della pelle, è un possibile effetto collaterale dovuto all'uso di questo farmaco.

## Nomi commerciali
- Filgrastim: Biograstim, Filgrastim HEXAL, Leucita, Neupogen, Nivestim, Ratiograstim, Accofil
- Lenograstim: Granocyte
- Lipegfilgrastim (forma PEGilata): Lonquex
- Pegfilgrastim (forma PEGilata): Neulasta, Pelmeg, Pelgraz, Ziextenzo